# Carlos Mencia
Carlos Mencia (San Pedro Sula, Hondures, 22 d'octubre del 1967), nascut Ned Arnel Mencía, és un autor i actor còmic estatunidenc d'origen hondureny. El seu estil no defuig els temes polítics, com ara la raça, la cultura, la justícia i les classes socials. És molt popular pel seu programa al Mind of Mencia.